# Arheologija na Slovenskem
Prve omembe arheoloških spomenikov s sedanjega slovenskega ozemlja zasledimo v času humanizma, ko se je tudi na Slovenskem razmahnilo zanimanje za antični svet. Prve zapise najdemo v dnevniku Paola Santonina  iz leta 1487, ko je le ta spremljal vizitatorja oglejskega patriarha na njegovi poti po Štajerski in Koroški in je med obiskom Celja zabeležil, da je novo obzidje polno rimskih napisov, reliefov in kipov. Nekaj mlajša (iz leta 1507) je rokopisna zbirka napisov Avguština Prygla - Tyfernusa iz Laškega, ki jo hrani Nacionalna biblioteka na Dunaju. Polek prepisov številnih drugih epigrafskih spomenikov vsebuje tudi 30 prepisov s kamnov iz Kranjske. Z zbiranjem in prepisovanjem epigrafskega gradiva so se ukvarjali še nekateri drugi pisci.
Ta prizadevanja so v 17. stoletju rodila prva velika sintetična dela o naši najstarejši preteklosti. Knjiga Janeza Ludvika Schönlebna Antična in sodobna Kranjska (Carniola antiqua et nova) je izšla leta 1681 v Ljubljani. V drugem poglavju, ki je bilo pod naslovom Zavzemanje za Emono (Aemona vindicata kot samostojno delo objavljeno že leta 1674 v Salzburgu, Schönleben govori o Emoni in jo prvi povsem jasno locira v Ljubljano. Obsežno delo Slava vojvodine Kranjske je leta 1689 izdal Janez Vajkard Valvasor. Antično dobo obravnava razmeroma skromno in na podlagi nezanesljivih kompilacij, je pa zbral precej zanimivih arheoloških podatkov, ki so v dobršni meri rezultat njegovih terenskih popotovanj. Tretje pomembno delo Starožitnost mesta Ljubljane (Antiquitates urbis Labacensis) je leta 1693 napisal član Akademije operozov Janez Gregor Dolničar, vendar je ostalo v rokopisu.
Pomemben korak v razvoju slovenske arheologije je bil narejen v obdobju razsvetljenstva. Žiga Zois, je Valentina Vodnika med drugim navdušil tudi za zbiranje in študij rimskih napisov. Vrh vseh dotedanjih prizadevanj pa je brez dvoma delo Antona Tomaža Linharta Poskus zgodovine Kranjske in drugih dežel južnih Slovanov Avstrije (Versuch einer Geschichte von Krain und den überigen Ländeern der südlichen Slaven Österreichs) v dveh knjigah, izšla je leta 1788 in leta 1791, ki upravičeno velja za prvi sintetični prikaz najstarejše zgodovine jugovzhodnoalpskega ozemlja.
V prvi polovici 19. stoletja je razvoj slovenske arheologije zaznamovala ustanovitev kranjskega Deželnega muzeja leta 1821. Ljubljana je z njim dobila dom za arheološke najdbe, ki predmetov ni le hranil, temveč je njihovo zbiranje tudi podpiral. Na začetku so bili to resda predvsem novci in napisni kamni, vendar pa se jim je kmalu pridružilo tudi drugo gradivo. Leta 1839 je bilo v Ljubljani ustanovljeno Društvo kranjskega deželnega muzeja (od leta 1864 Muzejsko društvo za Kranjsko) in nekoliko pozneje (1846) še Zgodovinsko društvo za Kranjsko. V njunih strokovnih glasilih, predvsem Izvestjih muzejskega društva za Kranjsko, je veliko objav s področja antične zgodovine in epigrafike. Pisali so jih večinoma ljudje, ki po izobrazbi niso bili zgodovinarjim ampak teologi, jezikoslovci in pravniki. Tako se ne smemo čuditi, da dela kljub velikemu prizadevanju avtorjev večkrat kažejo metodološke pomankljivosti in slabosti. Glavni premik v epigrafiki pa pomeni Zbirka latinskih napisov (Corpus Inscriptionum Latinarum), epohalno delo Theodorja Mommsena, ki ga je izdala Akademija znanosti v Berlinu in v katero so vključeni tudi vsi doslej znani rimski napisi iz Slovenije.

## Razvoj znanstvene arheologije
Do prelomnice v njenem nadaljnjem razvoju pa je prišlo v sedemdesetih letih, in sicer z dvema pomembnima dogodkoma. V ta okvir sodi namreč odkritje kolišč na Ljubljanskem barju pri Igu, ki je bistveno preusmerilo dotlej naravoslovno naravnano dejavnost Deželnega muzeja v Ljubljani in njegovega kustosa Dragotina Dežmana. Leta 1875 je začel Dežman kolišča izkopavati in muzej je pridobil prve sistematično izkopane najdbe. Istega leta je Alfons Müllner raziskal žarno gorbišče v Rušah. Leto 1875 lahko zatorej upravičeno štejemo kot rojstvo slovenkse prazgodovinske arheologije.
Drugi pomemben dogodek v sedemdesetih letih je bila ustanovitev Prazgodovinske komisije pri matematično-naravoslovnemu razredu Akademije znanosti in umetnosti na Dunaju. Ta je v svoj program vključila tudi raziskovanje kranjskih najdišč, kar je seveda pospešilo številna izkopavanja in načrtne obhode terenov. Ljubljana je predvsem po Dežmanovi zaslugi hitro postala pomembno središče arheološke dejavnosti.
Po njegovi smrti leta 1889 je vodstvo Deželnega muzeja prevzel Alfons Müllner. Pred prihodom v Ljubljano se je uveljavil predvsem kot topograf in pisec knjige o Emoni, ki pa je bila deležna številnih kritik, saj je v njej postavil tezo, da je rimska kolonija stala na Igu. V muzeju je Müllner opravil veliko delo. Popisal je gradivo, ki je ostalo neinventarizirano še iz Dežmanovih časov, izdajal je strokovno revijo Argo in pripravil novo fotografsko objavo najdb iz arheološke zbirke muzeja. Po odhodu iz Ljubljane (1903) se je ukvarjal z zgodovino železarstva na Kranjskem, ki jo je strokovni javnosti predstavil v obsežni monografiji.
Avguštin Stegenšek je v času študija v Rimu objavljal prispevke s področja arheologije in umetnosti v Römische Quartalschrift, Oriens Christianos in v knjigi Stromation archeiologikon, ki je izšla ob 2. kongresu arheologov v Rimu . Po nekajletnem predahu je arheologija dobila nov zagon s prihodom Walterja Schmida. Čeprav je ostal v muzeju le kratek čas (1905-1909), je za sabo pustil vidne sledove. Schmid je bil arheolog širokih obzorij, ki je enakovredno obvladal vsa obdobja, od neolitika do zgodnjega srednjega veka. To je dokazal s številnimi študijami, na primer o Emoni, bronasti dobi, prazgodovinskih naseljih in staroslovanskih grobiščih ki so ohranile svojo dokumentarno vrednost vse do današnjih dni. Pomembna so bila tudi izkopavanja na Štajerskem. Med njimi naj omenimo predvsem raziskovanja nekropol in mitrejev v okolici Ptuja (vodili so jih Franc Ferk, Wilhem Gurlitt, Viktor Skrabar in drugi), legijskega tabora pri Ločici ob Savinji (izkopavanja Emanuela Riedla in Frana Lorgerja), poznoatičnih naselbin na Ajdovskem ad Vranjem (Riedl) in Rifniku nad Šentjurjem, ostankov rimske Celeje in še bi lahko števali.
Po prvi svetovni vojni je arheološko raziskovanje na Slovenskem zastalo. Ogromno izkopanega gradiva, shranjenega v Gradcu in Trstu, je ostalo zunaj meja nove države, v Ameriko pa je bila prodana bogata zbirka vojvodinje Mecklenburške. Po Schmidovem odhodu ljubljanski muzej skoraj dvajset let ni imel zaposlenega arheologa. Pretrgan je bil stik z Evropo, prekinjena je bila tudi lastna arheološka tradicija. Razmer ni bistveno spremenil niti prihod Rajka Ložarja (1904-1985), ki je leta 1928 postal kustos za arheologijo v Narodnemu muzeju v Ljubljani. Njegova jasna vizija o tem, kako naj bi se slovenska arheologija razvijala, namreč ni naletela na razumevanje tistih, ki bi jo morali podpreti.
Vendarle je v tem obdobju izšlo nekaj tehtnih publikacij. Leta 1936 in 1939 sta Balduin Saria in Josip Klemenc za del Štajerske pripravila serijski popis najdišč. Objavljen je bil v dveh zvezkih Arheološke karte Jugoslavije (Archaeologische Karte von Jugoslavien, Blatt Ptuj in Blatt Rogatec). Ptuj je leta 1925 dobil tudi izčrpen vodnik po muzeju in ostankih rimskega mesta (Poetovio. Fuhrer durch die Denkmdler der romischen Stadt), ki ga je napisal Mihovil Abramič. Leta 1938 sta Saria in Viktor Hoffiller izdala pomembno publikacijo, prvi zvezek Antičnih napisov iz Jugoslavije (Antike Inschriften aus Jugoslavien), ki je vseboval rimske napise iz Slovenije, najdene po letu 1902.
Razmere so se izboljšale šele po drugi svetovni vojni. Leta 1946 je bil ustanovljen Oddelek za arheologijo na Filozofski fakulteti v Ljubljani. Rimsko provincialno arheologijo in epigrafiko je bilo sicer mogoče študirati že prej, vendar le kot tretji predmet v okviru katedre za zgodovino starega veka, ki jo je vodil Saria. Leta 1947 je bila pri Slovenski akademiji znanosti in umetnosti ustanovljena Arheološka komisija, leta 1948 Sekcija za arheologijo Zgodovinskega inštituta, leta 1972 pa samostojen Inštitut za arheologijo. Nastajali so novi pokrajinski muzeji, razpredala se je tudi mreža zavodov za spomeniško varstvo. Slovenska arheologija je tako končno dobila svoje organizacijsko ogrodje s pedagoškim, znanstvenoraziskovalnim, muzejskim in spomeniškovarstvenim segmentom.
Po letu 1945 so se razmahnila tudi velika sistematična in zaščitna terenska raziskovanja, najprej na Ptuju, nato pa skoraj po vsej Sloveniji. Največ zanimanja strokovnih krogov so zbujala tista v Ormožu, Stični, Novem mestu, na Mostu na Soči, v Ljubljani, Celju, Šempetru v Savinjski dolini, na Rifniku, Vranju in Bledu. Poleg tega je delo hitro steklo tudi pri drugih velikih projektih. Med najpomembnejše sodijo Arheološka najdišča Slovenije (1975), temeljni register naše dediščine, izdaja Arheološkega vestnika (1950), pa zbirke rimskih napisov, numizmatični katalogi ter številne monografske objave o nekropolah in naseljih. Iz teh temeljnih del so nastali tudi večji sintetični pregledi. Ves čas so slovenske ustanove z različnimi projekti uspešno sodelovale tudi s številnimi tujimi institucijami, skratka, rečemo lahko, da je danes slovenska arheologija dobro vpeta v mednarodni znanstveni okvir.